# Berlini főegyházmegye

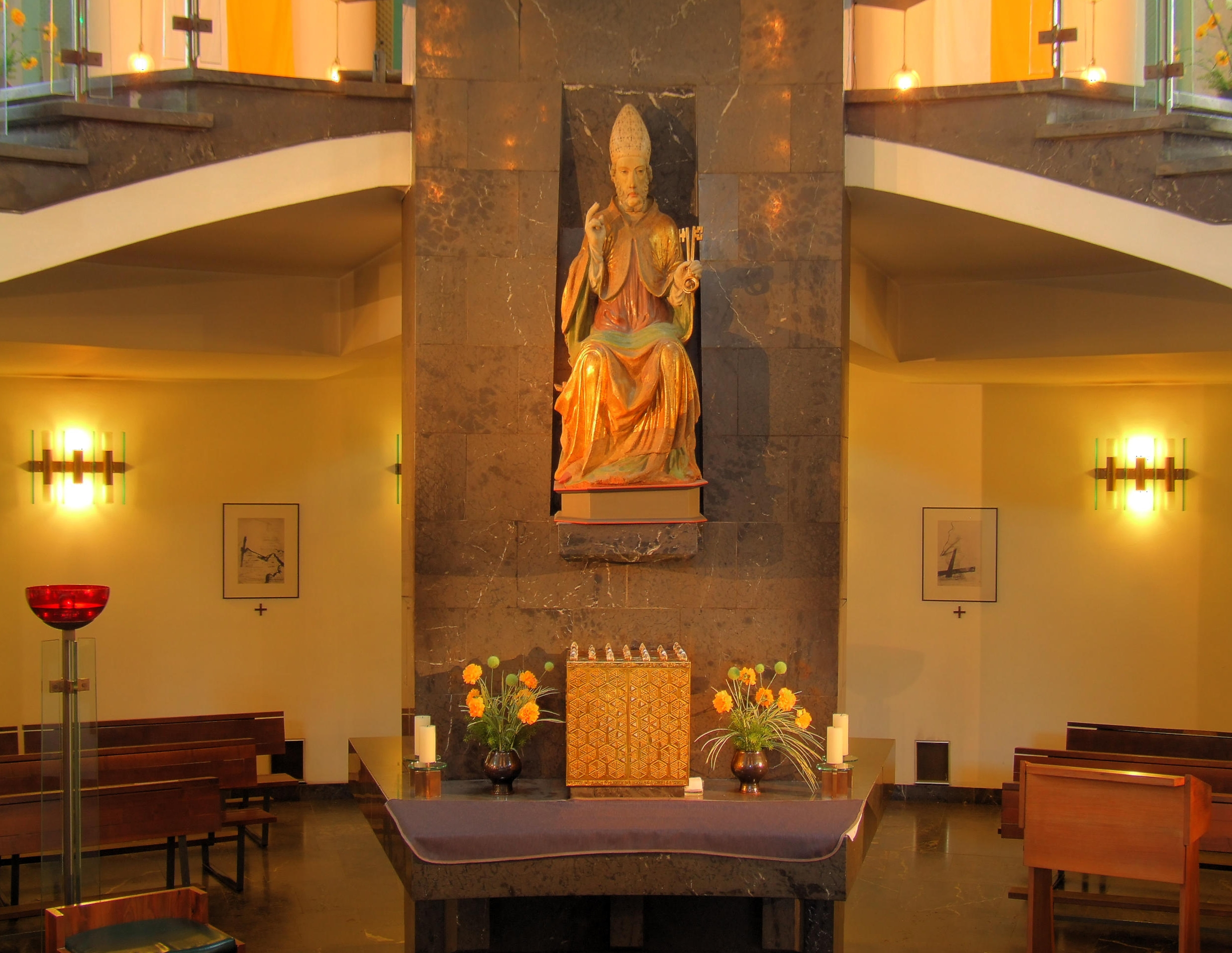
A Szent Hedvig székesegyház oltára

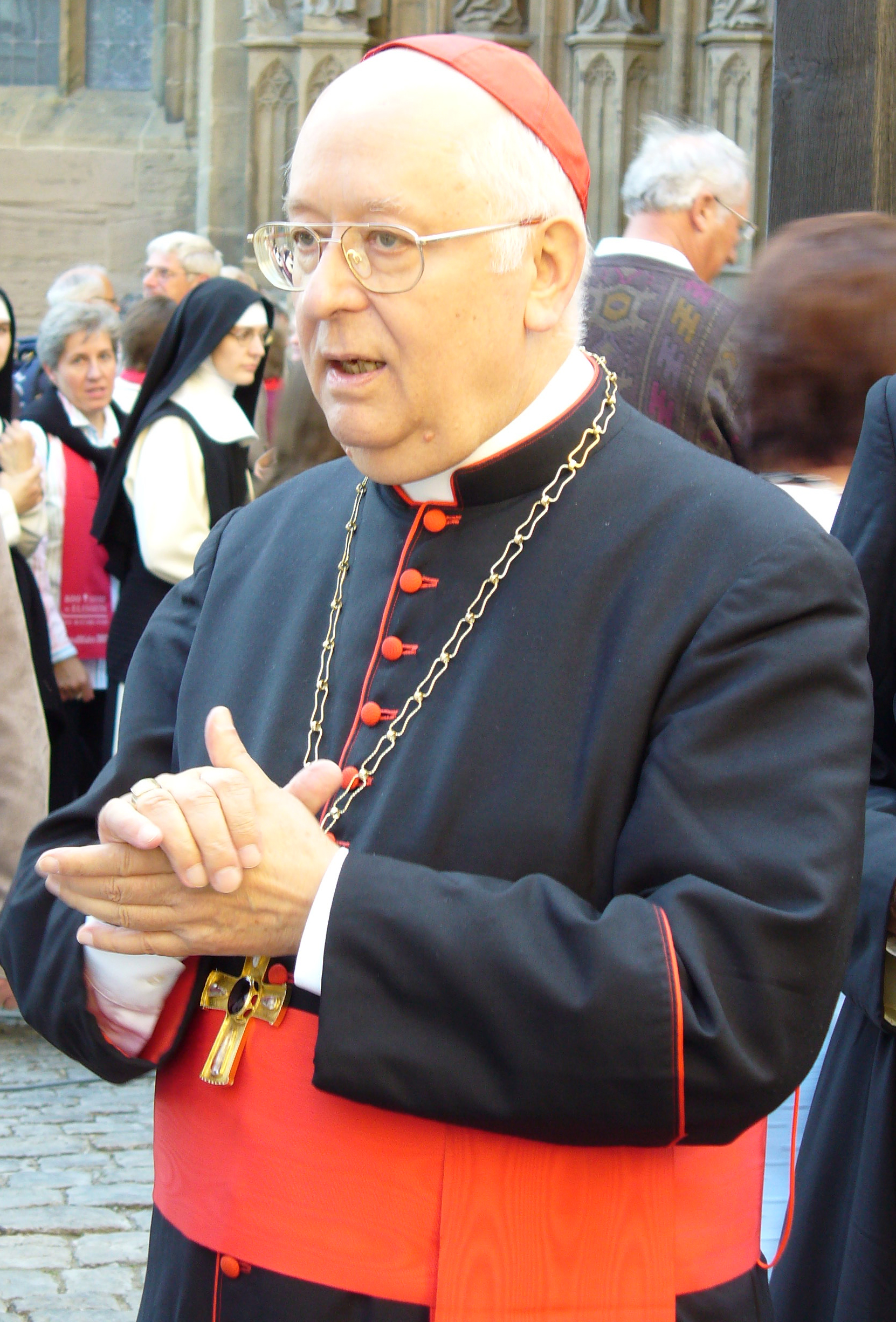
Georg Sterzinsky bíboros az erfurti dóm előtt, 2007-ben

A berlini püspökséget 1930-ban, a porosz konkordátum után alapította meg XI. Piusz pápa. Központja a Bebelplatzon álló és Sziléziai Hedvignek szentelt Szent Hedvig-katedrális.
A jelenlegi főegyházmegye területén a 10. századtól négy püspökség osztozott:
- Brandenburgi egyházmegye,
- Havelbergi egyházmegye,
- Kammini egyházmegye és
- Lebusi egyházmegye;

ezeket azonban a reformáció felszámolta.
Számottevő katolikus kisebbség a térségben csak a 18. században alakult ki, amikor Berlinbe tömegesen települtek be katolikusok, főleg a háború sújtotta Felső-Sziléziából. Szervezett katolikus hitéletre 1747-től nyílt lehetőség, amikor II. Frigyes porosz király — a vallási tolerancia szimbólumaként — engedélyezte Berlinben egy katolikus templom (a későbbi Szent Hedvig katedrális) építését.
A Berlin környéki katolikusok lelkipásztori életét 1821-től több mint száz éven át, a Berlini püspökség megszervezéséig a Boroszlói főegyházmegye brandenburgi és pomerániai püspöki delegatúrája irányította. Az egyházmegye formálisan Németország és Berlin kettéosztottságának évtizedeiben is megőrizte egységét, ám ezt a gyakorlatban csak a közös főpásztor szimbolizálta. Németország újraegyesítése után a hosszú idő után ismét fővárossá lett Berlin egyházi egyesítését és újraevangelizálását Georg Sterzinsky bíboros (1936–2011; 1989–1994-ben berlini püspök, 1994-től 2011-ig berlini érsek) végezte el.
A püspökséget a Szentszék 1994-ben érsekséggé szervezte át; Berlinen kívül hozzá tartozik Brandenburg és Elő-Pomeránia legnagyobb része is. Kereken száz egyházközsége van 393 ezer hívővel (2011-es adat). Közülük 316 ezer berlini. Plébániáin több mint kétszázhúsz egyházmegyés és szerzetes pap, illetve állandó diakónus dolgozik.

## Szomszédos egyházmegyék
- Magdeburgi egyházmegye (délnyugat)
- Hildesheimi egyházmegye (nyugat)
- Hamburgi főegyházmegye (északnyugat)
- Szczecin-Kamieńi főegyházmegye (északkelet)
- Zielona Góra-Gorzówi egyházmegye (kelet)
- Görlitzi egyházmegye (délkelet)[3]